# Mecenato

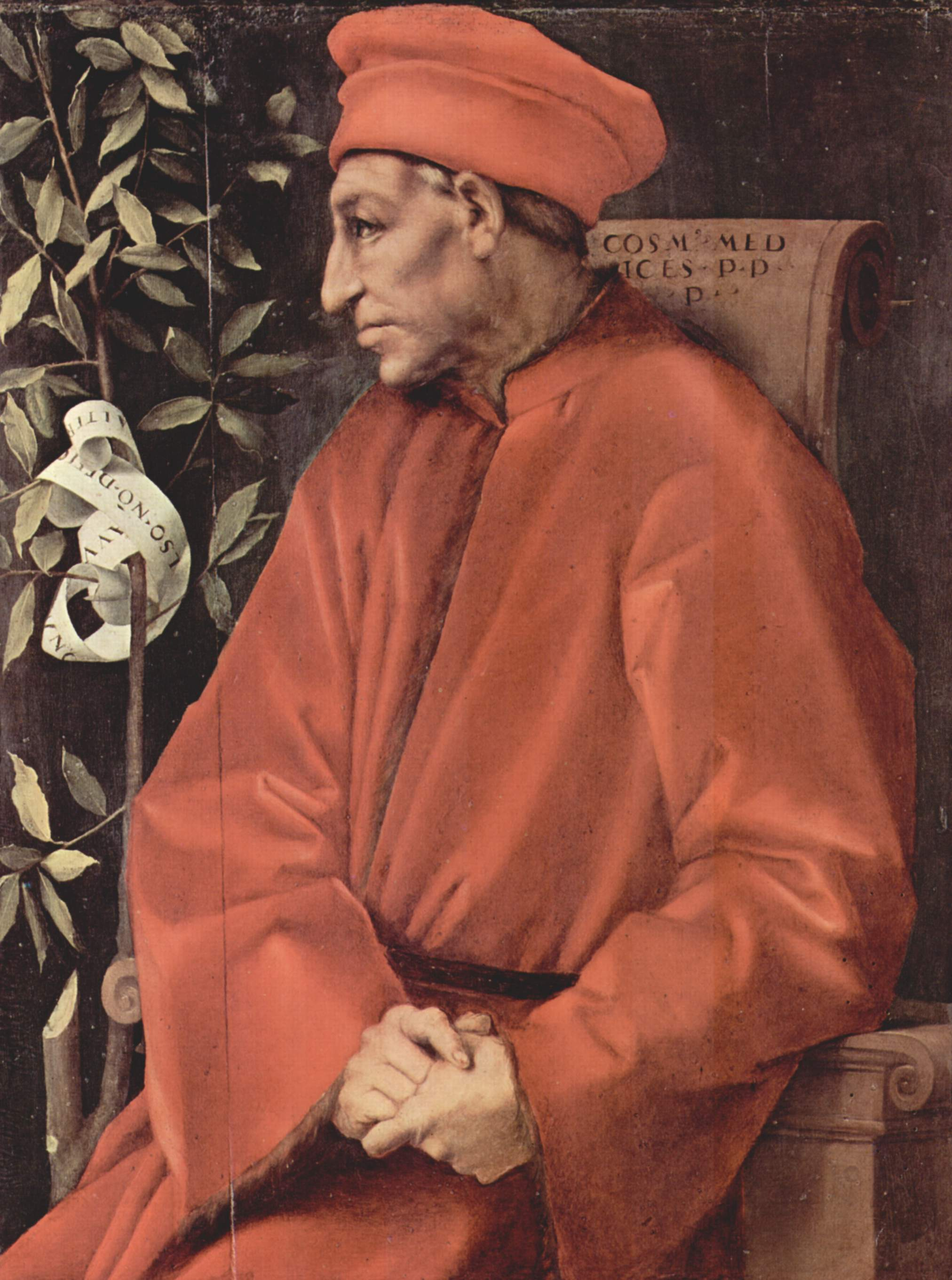
Cosme de Médici, um dos mais importantes mecenas do Renascimento.

Mecenato é um termo que indica o incentivo e patrocínio de artistas e literatos, e mais amplamente, de atividades artísticas e culturais. O termo deriva do nome de Caio Mecenas (68–8 a.C.), influente conselheiro do Imperador romano Augusto, que formou um círculo de intelectuais e poetas, sustentando sua produção artística.
O comportamento de Mecenas tornou-se um modelo e vários governos valeram-se de artistas e intelectuais para melhorar a própria imagem. O termo mecenas, nos países de línguas neolatinas, indica uma pessoa dotada de poder ou dinheiro que fomenta concretamente a produção de certos  artistas e literatos. Num sentido mais amplo, fala-se de mecenato para designar o incentivo financeiro de atividades culturais, como exposições de arte, feiras de livros, peças de teatro, produções cinematográficas, restauro de obras de arte e monumentos.
Esse tipo de incentivo à arte tornou-se prática comum no período renascentista, que buscava inspiração na Antiguidade grega e romana, e vivenciava um momento de pujança econômica com o surgimento da burguesia.

## História
Em O Olhar Renascente: Pintura e Experiência Social na Itália da Renascença, o historiador Michael Baxandall concebe a pintura italiana do século XV como o testemunho da relação social  que se deu entre o pintor e o mecenas. O estudo da relação entre esses indivíduos, respectivamente entendidos como o profissional e o cliente dentro de uma dinâmica comercial e financeira, é capaz de nos revelar aspectos importantes acerca das representações sociais e das práticas econômicas da época, elementos que estariam concretamente materializados na pintura. Nesse sentido, o mecenato do Quattrocento caracterizou-se pelo papel ativo do mecenas, que estava profundamente inserido em todas as etapas de produção da obra pictórica: da encomenda e da exigência da execução de acordo com as suas especificações, com mais ou menos detalhes, até seu usufruto.
O mecenato ocorre por diferentes razões: o mecenas pode obter satisfação em possuir e contemplar um objeto artístico de boa qualidade, prestar serviços à cidade ou à Igreja através do embelezamento do patrimônio público, estabelecer relações diplomáticas  com pessoas de prestígio, ou ainda promover a própria imagem e memória pela demonstração de opulência e afirmação do status quo. Entretanto, seja qual for o pretexto da encomenda de uma pintura na Itália do século XV, a lógica socioeconômica permanece: o mercado artístico da época era completamente diferente do modelo mercantil atual, que, dentro de uma perspectiva marcadamente romântica, espera da pintura a expressão máxima do individualismo do pintor. O século XV teria sido, em contrapartida, um período em que o artista era empregado e controlado por um indivíduo ou um pequeno grupo que ditava a produção artística.
O caráter econômico do mecenato é melhor revelado quando se analisa as modalidades de pagamento da peça pictórica. Nessa perspectiva, o mecenas renascentista poderia pagar suas pinturas por pés quadrados ou em função dos materiais utilizados e do tempo gasto na produção. Em relação às tinturas, é interessante notar que havia uma intensa preocupação em especificar nos contratos a tonalidade e a qualidade dos recursos. Depois do ouro e da prata, o azul ultramarino era o pigmento mais caro da Itália do século XV, e não à toa: ele era produzido a partir do pó do lápis-lazúli, que, por sua vez, era importado do Oriente. Para evitar falsificações e perdas financeiras, então, os mecenas eram muito meticulosos na redação de seus contratos. Isso nos ajuda a entender a complexidade da percepção artística e da racionalidade econômica da Época Moderna, em especial as do Renascimento.
Um exemplo de manifestação política de patrocínio pode ser rastreado na família Médici em Florença no século XV. 
Em 2010, os dois conhecidos multibilionários Bill Gates e Warren Buffett lançaram a campanha The Giving Pledge. É uma tentativa de "fazer com que as famílias ricas pensem em como podem usar sua riqueza com sabedoria". No início de agosto, eles já haviam convencido 40 bilionários a doar pelo menos metade de seus ativos para instituições de caridade. Além disso, Buffett anunciou que queria deixar 99% de seus ativos para caridade após sua morte. 
De acordo com o pesquisador de elite Michael Hartmann, um novo patrocínio surgiu recentemente, uma reminiscência do patrocínio dos príncipes da Renascença a artistas como Michelangelo ou Leonardo da Vinci. Os ricos podem ganhar poder e influência diretamente no setor cultural e em outros setores, como grande parte dos setores educacional e social nos EUA, por meio de suas doações, patrocínios e fundações. Hoje em dia, por exemplo, os aspectos pedagógicos ou científicos desempenham cada vez menos papel na seleção do tema de um museu, mas sim a questão de quais patrocinadores de tópicos podem ser encontrados.